# Zhongyuansaurus
Zhongyuansaurus ist eine wenig bekannte Gattung der Vogelbeckensaurier aus der Gruppe der Ankylosauria, deren Überreste im Jahr 2007 beschrieben wurden.
Von Zhongyuansaurus sind bislang nur Teile des Schädels, der Vorderbeine, des Beckens und des Schwanzes bekannt. Der Schädel dieser Dinosauriers war langgestreckt (1,4 Mal so lang wie breit) und darüber hinaus charakterisiert durch ein flaches Scheitelbein und durch einen flachen Bereich hinter der Augenhöhle – bei vielen anderen Ankylosauriern sind hier deutliche Auswüchse zu erkennen. Weitere Besonderheiten gibt es im Bau des Oberarmknochens. Ansonsten ist über den Körperbau von Zhongyuansaurus wenig bekannt, vermutlich war er wie alle Ankylosauria ein quadrupeder (vierfüßiger) Dinosaurier mit stämmigen Körperbau, der mit einer Panzerung aus Knochenplatten bedeckt war und sich von Pflanzen ernährte.
Die fossilen Überreste von Zhongyuansaurus wurden in der chinesischen Provinz Henan entdeckt und 2007 erstbeschrieben. Typusart und einzig bekannte Art ist Z. luoyangensis. Die Funde werden in die frühe Oberkreide auf ein Alter von etwa 100 bis 89 Millionen Jahre datiert.
Systematisch wurde Zhongyuansaurus von seinen Erstbeschreibern aufgrund des Baus des Schädels und des Schwanzes innerhalb der Ankylosauria in die Nodosauridae eingeordnet.